# اتکوخت-رمنش
اتکوخت-رمنش (به فرانسوی: Hautecourt-Romanèche) یک کمون در کشور فرانسه است که در canton of Ceyzériat واقع شده‌است.

## خصوصیات
اتکوخت-رمنش ۲۱٫۶۰ کیلومترمربع مساحت و ۷۴۸ نفر جمعیت دارد و ۳۲۴ متر بالاتر از سطح دریا واقع شده‌است.